# Ecografía transcraneal pulsada
La ecografía transcraneal pulsada o (TPU en inglés) utiliza ultrasonido de baja intensidad y frecuencia baja (LILFU) como método para estimular la actividad neuronal del cerebro. Está planteada para tratar desórdenes neuronales y mejorar la función cognitiva.

## Historia
En 2002, el Dr. Alexander Bystritsky propuso la idea de que esta metodología tendría beneficios terapéuticos. 

A principio de 2008, el Dr. William Tyler y su equipo de búsqueda de la Universidad Estatal de Arizona empezó una investigación y desarrollo de esta alternativa de neuromodulación sin los efectos nocivos y riesgos de una cirugía invasiva. Descubrieron que ese ultrasonido de poder bajo es capaz de estimular actividad neuronal manipulando las ondas del cerebro a través de una fuente externa. 

A diferencia de estimulación de cerebro profundo o Vagus estimulación de nervio, los cuales utilizan implantes de electrodos para impulsos eléctricos, la TPU es no invasiva y procedimiento centrado sin implante de electrodos que podrían lesionar el tejido nervioso. Su uso es aplicable en varios campos que incluyen pero no limitados a ciencia médica y militar. A pesar de que esta tecnología tiene potencial grande a introducir alternativas nuevas y beneficiosas a manipulación de cerebro convencional,  es una ciencia relativamente joven y tiene obstrucciones seguras a su desarrollo lleno como una carencia de completo comprensivo y control de cada medida de seguridad.

## Estudios y aplicaciones
La mayoría de los estudios hasta 2010 fue alrededor de proyectos para utilizar TPU como método para tratar desórdenes neuronales, mejorando la función cognitiva. Aun así, en 2012 Dr. Tyler también empezó una búsqueda sobre el potencial del ultrasonido parando convulsiones. El Dr. Tyler y su equipo todavía continúan mejorando su conocimiento de terapia de estimulación del cerebro, con la esperanza de proporcionar un fundamento fuerte en la implementación de tales métodos.

## Limitaciones
Las pruebas clínicas han solido determinar efectos nocivos excepcionales. A pesar de que ningún tema ha mostrado anormalidades neurológicas, a raíz de estas pruebas, es un procedimiento relativamente nuevo y no ha sido bastante estudiado para pronosticar efectos laterales en plazo largos. Incluso aunque es una alternativa más segura a cirugía porque es no invasiva, el ultrasonido siempre tiene el potencial de desorganizar involuntariamente las neuronas, de una manera perjudicial y causar hemorragias menores después de una exposición a largo plazo.

## Beneficios terapéuticos
Al oponerse al ultrasonido de alta frecuencia, el LILFU tiene los siguientes beneficios: absorción más baja en tejido, profundidad de penetración física más grande en tejido, desviaciones de partículas más fuertes, penetración acústica mejor y poder en hueso, influencia más grande en efectos cinéticos, resultados de efecto de plazo corto/inmediatos, efectos/persistentes más largos después de que procedimiento y un grado más alto de seguridad en pacientes.